# Фрайлинген (Вестервальд)
Фрайлинген (нем. Freilingen) — община в Германии, в земле Рейнланд-Пфальц.
Входит в состав района Вестервальд. Подчиняется управлению Зельтерс (Вестервальд). Население составляет 709 человек (на 31 декабря 2010 года). Занимает площадь 3,67 км².